# Полеев, Александр Моисеевич
Алекса́ндр Моисе́евич Полее́в (20 ноября 1948, Горловка, Сталинская область — 1 ноября 2021) — советский и российский врач-психотерапевт, сексолог, кандидат медицинских наук.

## Биография
Родился 20 ноября 1948 года в Горловке Донецкой области Украинской ССР в еврейской семье. Отец работал бухгалтером на производстве, мать — школьной учительницей.
В 1973 году окончил Ленинградский медицинский институт.
С 1978 года работал в Центре по изучению экстремальных состояний (Москва), в 1989 году защитил кандидатскую диссертацию по медицине на тему «Неотложная психотерапевтическая помощь в системе комплексной превенции самоубийств» в Московском НИИ психиатрии, где кроме того работал старшим научным сотрудником.
На протяжении двенадцати лет вёл радиопрограмму «Влечение души и тела» на радиостанции «Говорит Москва». Принимал участие в создании первых выпусков программы НТВ «Про это».
Скончался 1 ноября 2021 года.